# Dęblin
Dęblin este un oraș în Polonia.